# Sigurdsvodene
Sigurdsvodene är en kulle i Antarktis. Den ligger i Östantarktis. Norge gör anspråk på området. Toppen på Sigurdsvodene är 1 170 meter över havet, eller 134 meter över den omgivande terrängen. Bredden vid basen är 5,9 km.
Terrängen runt Sigurdsvodene är varierad. Sigurdsvodene är den högsta punkten i trakten. Trakten är obefolkad. Det finns inga samhällen i närheten.